# Vịnh Gabès
Vịnh Gabès (tiếng Ả Rập: خليج قابس), thời xưa gọi là Tiểu Syrtis, là một vịnh ở bở phía đông của Tunisia, trong Địa Trung Hải, tại tọa độ địa lý 34°00′00″B 10°25′00″Đ / 34°B 10,4166667°Đ.
Vịnh này dài và rộng khoảng 100 km, ở phía đông bắc là quần đảo Kerkena, ở đông nam là đảo  Djerba. Vịnh này có mức thủy triều lớn, khi thủy triều lên là 2,5 m. Thành phố  Gabès trên bờ vịnh là một trung tâm hành chính và kinh tế. Hai cảng lớn Gabès và Sfax là nơi đánh bắt cá ngừ đại dương và con bọt biển.